# Hofanlage Hasenbeckallee 39

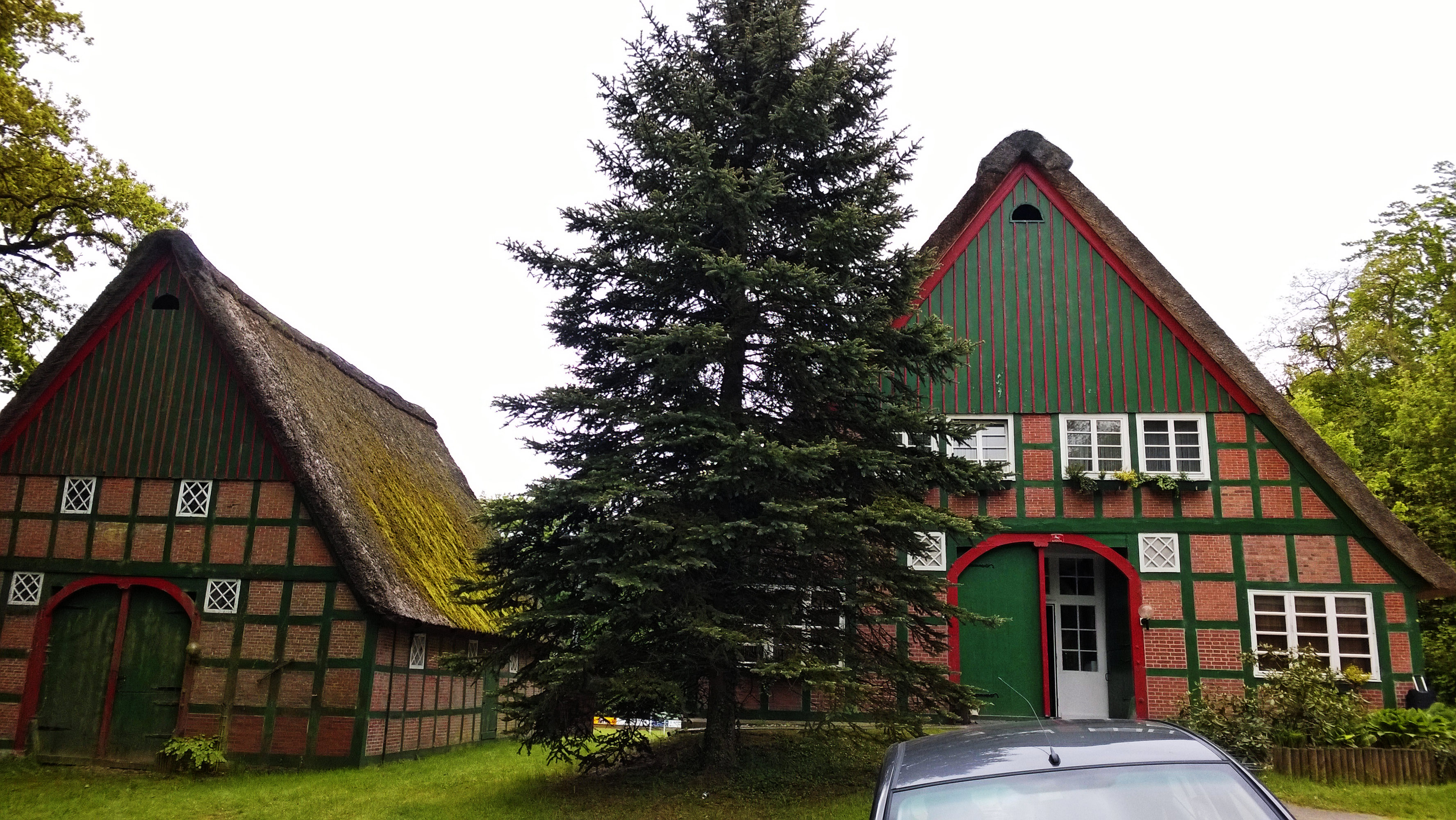
Hofanlage Hasenbeckallee 39 (2015)

Die Hofanlage Hasenbeckallee 39 (Forsthaus Wingst bzw. Forsthaus am Dobrock) in der niedersächsischen Samtgemeinde Land Hadeln, Gemeinde Wingst-Dobrock, im Landkreis Cuxhaven, stammt aus dem ersten Viertel des 19. Jahrhunderts. Aktuell (2024) wird sie als Hotel und Restaurant genutzt.
Die Gebäude stehen unter Denkmalschutz (siehe auch Liste der Baudenkmale in Wingst).

## Geschichte und Beschreibung
Der Forst Wingst wurde erstmals 1301 erwähnt. Ab dem 17. Jahrhundert bis Anfang des 20. Jahrhunderts ist das Gut Dobrock im Besitz der Familie von Bremer, die während dieser Zeit die Entwicklung der Wingst maßgeblich mitgestalteten. Von 1822 bis 1846 fand die Wingst-Teilung statt, mit dem Ziel den bis dahin der Allgemeinheit gehörenden Besitz in Privateigentum zu überführen. Die Wingst ist heute ein beliebtes Ausflugsziel.
Die zurückgesetzte baumbestandene Hofanlage des ehemaligen Forsthauses Dobrock des vormaligen adligen Gutes besteht aus:
- dem eingeschossigen giebelständigen Wohn- und Wirtschaftsgebäude von um 1810 als Zweiständer-Hallenhaus auf hohem Backsteinsockel, in Fachwerk mit Steinausfachungen, mit Satteldach und einer regionaltypischen senkrechten Verbretterung in den Giebeldreiecken sowie der Grooten Door mit Segmentbogen,[2]
- der eingeschossigen traufständigen Scheune von um 1850 in Fachwerk mit Steinausfachungen und mit reetgedecktem Satteldach, Giebeldreiecke vertikal verbrettert, Groote Door mit Segmentbogen.[3]

Die beiden Gebäude wurden ab 2014 umgebaut und saniert zur Nutzung als Ferienhotel mit Restaurant und Saal sowie Terrasse.
Das Landesdenkmalamt befand u. a.: „… geschichtliche und städtebauliche Gründe, wegen des ortsgeschichtlichen, gebäudetypischen, orts- und anlagenbildprägenden Zeugniswert ….“